# Васильев, Леонид Васильевич
Леони́д (Лео́н) Васи́льевич Васи́льев (1891, Островская, область Войска Донского — 9 апреля 1948, Челябинская область) — российский военный, генерал-майор. Донской казак. Участник Первой мировой войны, Гражданской войны на стороне белых и Второй мировой войны на стороне вермахта.

## Биография
Родился в 1891 году в станице Островской Области Войска Донского.
Окончил Николаевское кавалерийское училище. В 1914 году произведён в офицеры лейб-гвардии Атаманского полка. Участник Первой мировой войны. В 1917 году произведён в подъесаулы.
В 1918 году во время Гражданской войны вступил в ряды Донской армии, был командиром 1-й сотни Атаманского полка. В том же году был произведён в есаулы. В 1919 году произведён в войсковые старшины, в 1921 году — в полковники.
Эвакуировался из Крыма на остров Лемнос в Турции. В 1921 году эмигрировал в Югославию, в 1923 году — во Францию. Был рабочим и таксистом в Париже. Заведовал музеем лейб-гвардии Атаманского полка.
Во время Второй мировой войны в 1942 году вступил в ряды вермахта. В феврале-октябре 1943 года был переводчиком Добровольческого Восточно-конного эскадрона 813-й пехотной дивизии вермахта.
В мае 1944 года вступил в ряды Казачьего Стана. С июня 1944 года по начало 1945 года командовал 3-й Казачьей сводной бригадой, с начала 1945 года по 15 мая 1945 года — Атаманским конным казачьим конвойным полком, с 15 по 28 мая 1945 года — Сводным казачьим полком. С начала 1945 года по 25 мая 1945 года был помощником походного атамана казачьих войск. В 1945 году произведён в генерал-майоры.
После капитуляции Германии сдался в плен в составе Казачьего Стана англичанам; содержался в лагере города Лиенца в Австрии. По приказу английского командования 28 мая 1945 года выехал со всеми казачьими и северо-кавказскими офицерами в город Шпиталь. 29 мая 1945 года был выдан советскому военному командованию в городе Юденбурге. 5 июня 1945 года был арестован ГУКР СМЕРШ и этапирован в Москву, где содержался в Бутырской тюрьме. 15 сентября 1945 года Особым совещанием при НКВД СССР был приговорён по статьям 58-4, 58-8, 58-11 Уголовного кодекса РСФСР и статье 1 Указа Президиума Верховного Совета СССР от 19 апреля 1943 года к 10 годам лишения свободы с отбыванием в исправительно-трудовом лагере. Умер 9 апреля 1948 года в исправительно-трудовом лагере в Челябинской области.

### Семья
- Сын — Михаил Леонидович Васильев (р. 1939), французский военный, дипломат, политолог.